# Colli Orientali del Friuli Rosazzo Ribolla Gialla
Le Colli Orientali del Friuli Rosazzo Ribolla Gialla est un vin blanc italien de la région Frioul-Vénétie Julienne doté d'une appellation DOC depuis le 20 juillet 1970. Seuls ont droit à la DOC les vins blancs récoltés à l'intérieur de l'aire de production définie par le décret. Les vignobles autorisés se situent au nord - est de la province d'Udine dans les communes de Tarcento, Nimis, Faedis, Povoletto, Attimis, Torreano, San Pietro al Natisone, Prepotto, Premariacco, Buttrio, Manzano, San Giovanni al Natisone et Corno di Rosazzo.
Rosazzo est une sous-zone dans le Sud des Colli Orientali.
Voir aussi l’article Colli Orientali del Friuli Ribolla Gialla. Le vin de la sous-zone Rosazzo répond à un cahier des charges plus exigeant essentiellement en relation avec le rendement et le taux d’alcool.

## Caractéristiques organoleptiques
- couleur: jaune paille plus ou moins intense
- odeur: caractéristique, délicat
- saveur: sec, frais, vif

Le Colli Orientali del Friuli Rosazzo Ribolla Gialla se déguste à une température comprise entre 8 et 10 °C. Il se gardera 3 - 5 ans.

## Production
Province, saison, volume en hectolitres :
- pas de données disponibles